# Araneus simillimus
Araneus simillimus là một loài nhện trong họ Araneidae.
Loài này thuộc chi Araneus. Araneus simillimus được Wladislaus Kulczynski miêu tả năm 1911.